# Chengqu (Changzhi)
Chengqu (chinesisch 城区,  Chéng Qū – „Innenstadt-Bezirk“) ist ein ehemaliger Stadtbezirk der bezirksfreien Stadt Changzhi der chinesischen Provinz Shanxi. 2018 wurde er aufgelöst.

## Geschichte
Der Bezirk wurde 1975 als Verwaltungseinheit eingerichtet. Im Jahr 1996 umfasste er eine Fläche von etwa 55,6 Quadratkilometern und hatte ungefähr 300.000 Einwohner. Bei der Volkszählung im Jahr 2000 belief sich die ständige Bevölkerung auf 361.508 und zehn Jahre später auf 483.628. Der Bezirk umfasste im Jahr 2016 zehn Straßenviertel und eine Industrieentwicklungszone. Am 19. Juni 2018 wurden einige Verwaltungsgliederungen der Stadt Changzhi angepasst, die Bezirke Chengqu und Jiaoqu aufgelöst und zum Bezirk Luzhou zusammengelegt.